# Campionati europei under 21 di tennis tavolo 2018
I Campionati europei under 21 di tennis tavolo 2018 sono stati la 2ª edizione della competizione giovanile europea di tennis tavolo. Si sono svolti dall'8 all'11 marzo 2018 al Falcon Club di Minsk, in Bielorussia.

## Podi
| Competizioni        | Oro                              | Argento                       | Bronzo                          |
| ------------------- | -------------------------------- | ----------------------------- | ------------------------------- |
| Singolare maschile  | Tomáš Polanský                   | Cristian Pletea               | Rareş Şipoş                     |
| Singolare maschile  | Tomáš Polanský                   | Cristian Pletea               | Darko Jorgić                    |
| Singolare femminile | Mariia Tailakova                 | Valeria Shcherbatykh          | Anastasia Kolish                |
| Singolare femminile | Mariia Tailakova                 | Valeria Shcherbatykh          | Natalia Bajor                   |
| Doppio maschile     | Ibrahim Gündüz Abdullah Yigenler | Patryk Zatowka Marek Badowski | Konstantin Chernov Artur Abusev |
| Doppio maschile     | Ibrahim Gündüz Abdullah Yigenler | Patryk Zatowka Marek Badowski | Tomáš Polanský Dennis Klein     |
| Doppio femminile    | Natalia Bajor Solomiya Brateyko  | Lisa Lung Margo Degraef       | Adina Diaconu Andreea Dragoman  |
| Doppio femminile    | Natalia Bajor Solomiya Brateyko  | Lisa Lung Margo Degraef       | Sofia-Xuan Zhang Ana Garcia     |

## Medagliere
| Posiz. | Nazione   | Oro | Argento | Bronzo | Totale |
| ------ | --------- | --- | ------- | ------ | ------ |
| 1      | Russia    | 1   | 1       | 2      | 4      |
| 2      | Rep. Ceca | 1   | 0       | 0      | 1      |
| 2      | Turchia   | 1   | 0       | 0      | 1      |
| 3      | Polonia   | 0.5 | 0       | 1      | 1.5    |
| 4      | Ucraina   | 0.5 | 0       | 0      | 0.5    |
| 5      | Romania   | 0   | 1       | 2      | 3      |
| 6      | Belgio    | 0   | 1       | 0      | 1      |
| 7      | Slovenia  | 0   | 0       | 1      | 1      |
| 7      | Spagna    | 0   | 0       | 1      | 1      |
| 9      | Rep. Ceca | 0   | 0       | 0.5    | 0.5    |
| 9      | Germania  | 0   | 0       | 0.5    | 0.5    |
| Totale | Totale    | 4   | 4       | 8      | 16     |